# Tempo (tygodnik)
Tempo – indonezyjski tygodnik. Został założony w 1971 roku przez Goenawana Mohamada. Całkowity nakład magazynu „Tempo” wynosi 300 tys. egzemplarzy.
W 1996 roku uruchomiono elektroniczną wersję magazynu – Tempo Interaktif (w 2010 roku zastąpioną przez Tempo.co). Tempo.co publikuje treści zarówno w języku indonezyjskim, jak i angielskim (wersja anglojęzyczna pod domeną en.tempo.co). W maju 2018 r. był 27. stroną WWW w kraju pod względem popularności (według danych Alexa Internet).
W 2000 roku wyszedł pierwszy numer Tempo English.
Wydawcą magazynu jest Tempo Inti Media. Do tego samego przedsiębiorstwa należy dziennik „Koran Tempo”, od stycznia 2021 r. dostępny tylko w wersji elektronicznej.